# 火星1969B號
火星1969B號（Mars 2M No.522、M-69 No.522、Mars 1969B）是蘇聯在1969年發射的火星探測計畫的探測船，於4月2日協調世界時10:33:00由一枚搭载D组级的質子K型運載火箭發射，發射後一部分瞬間爆炸，但火箭仍持續飛行41秒，有毒推進劑汙染發射場，導致發射失敗。

## 連結
- Cornell University's Mars Missions page （页面存档备份，存于）
- The Soviet Mars program, Professor Chris Mihos, Case Western Reserve University